# 13112 Montmorency
13112 Montmorency è un asteroide della fascia principale. Scoperto nel 1993, presenta un'orbita caratterizzata da un semiasse maggiore pari a 2,8576099 UA e da un'eccentricità di 0,0219820, inclinata di 1,85112° rispetto all'eclittica.